# Binta y La Gran Idea
Binta y La Gran Idea (dt. Binta und die tolle Idee) ist ein im Südwesten Senegals spielender Kurzfilm, der von der spanischen Abteilung der UNICEF finanziert wurde. Er ist der letzte von fünf Kurzfilmen, die von verschiedenen Regisseuren stammen, und zusammen den Film En el mundo a cada rato bilden.

## Handlung
Binta als Erzählerin stellt uns zunächst ihre Eltern vor. Ihr Vater ist der Fischer Sabu Diatta, sein Freund Souleyman schwärmt ihm beständig von der Welt der Tubabs mit ihrem materiellen Reichtum, ihrem Einfallsreichtum und ihrer Waffenstärke vor. Mit Tubabs sind vor allem die hellhäutigen Menschen in Europa gemeint. Ihre Mutter ist die Feldarbeiterin Aminata Kamara, die in einer Genossenschaft mit anderen Frauen Reis anbaut. Sie leben in einem Ort in der Nähe von Bignona im Süden Senegals.
Es wird Binta während einer Schulstunde gezeigt. Der Lehrer hält einen Vortrag darüber, dass man sich gegenseitig mit seinen Unterschieden respektieren muss. Als Beispiel für Kleinwüchsigkeit wird Binta angeführt. Als diese sich dann freiwillig zum Tafelwischen meldet, vereinbart der Lehrer mit der Klasse, dass keiner lachen wird. Obwohl alle einwilligen, prusten sie los und können sich vor Lachen kaum halten, als ersichtlich wird, dass Binta nur den unteren Teil der Tafel, wo nichts darauf geschrieben steht, erreicht.
Binta sieht es als Privileg zur Schule gehen und etwas lernen zu dürfen. Ihre Cousine Soda könne das nicht. Diese steht mit einer Ladung Holz, die sie auf dem Kopf trägt, am Schulhofzaun und sieht sehnsüchtig den Schülern beim Tanzen und Spielen in der Pause zu. Genau zu dem Thema übt der  Lehrer ein Theaterstück mit den Schülern ein. Wenn Binta groß ist, würde sie gern Politikerin sein, das Wort dafür kennt sie offenbar noch nicht.
Als Binta nach Hause kommt, diskutieren ihre Eltern über eine Idee ihres Vaters. Binta soll ihm beim Briefschreiben helfen, weshalb er ihr diktiert, doch schreibt zu langsam.
Fatu, Sodas Mutter, pflückt für ihren Lebensunterhalt Früchte, die sie an Händler aus der Stadt verkauft, der sie jedoch bei der Bezahlung schonungslos betrügt. Binta kommentiert, dass ihre Tante nie eine Schule besucht hätte. Bei den Proben zum Theaterstück diskutiert der Lehrer mit den Darstellern über die Möglichkeiten der Phantasie. Ein Junge wünscht sich ein Feuerwerk.
Im Laufe der Handlung gibt es immer wieder idyllische mit regionaler Musik unterlegte Szenen des alltäglichen Lebens, so zum Beispiel eine Schulklasse voller fröhlicher, malender Kinder.
Bintas Vater bringt seinen Brief zunächst zu einer untergeordneten Behörde, während jemand anders Fatus Familie unerkannt Reis vorbeibringt, da Fatu erneut bettlägerig ist. Sabu Diatta wird mit seinem Brief zur nächsthöheren Behörde nach Bignona und von dort zum Gouverneur nach Ziguinchor weitergesandt. Jedes Mal wird ein weiteres Stück des Briefes vorgelesen. Es stellt sich heraus, dass Bintas Vater ein Tubab-Kind adoptieren will, damit es sich entwickeln kann, lernt, was wichtig im Leben ist, und er somit seinen Teil zum Fortschritt der Menschheit beiträgt.
Bei der Aufführung des Theaterstücks im Ort sind auch Soda und deren Vater anwesend. Missmutig sieht sie dem Schauspiel zu, beim Schlussplädoyer steht sie auf und konfrontiert schamhaft ihren Vater mit dem Wunsch, ebenfalls zur Schule gehen zu dürfen. Alle Anwesenden reden nun auf ihren Vater ein und wollen ihn dazu bringen, ihr den Wunsch auf Bildung nicht weiter zu verwehren.
Der Lehrer stellt sich gemeinsam mit seinen Schülern vor, dass die Palmen ein Feuerwerk seien, die Blicke gleiten die Stämme empor und die Kronen der Bäume symbolisieren die Explosion der Raketen.

## Auszeichnungen und Preise
Bei der Oscarverleihung 2007 war der Film in der Kategorie Bester Kurzfilm nominiert.